# Gult brokskinn
Gult brokskinn (Tomentellopsis bresadoliana) är en svampart som tillhör divisionen basidiesvampar, och som först beskrevs av Pier Andrea Saccardo och Alessandro Trotter, och fick sitt nu gällande namn av Walter Jülich och Joost A. Stalpers. Gult brokskinn ingår i släktet Tomentellopsis, och familjen Atheliaceae. Arten är reproducerande i Sverige.